# ویلیام لیهی
ویلیام لیهی (انگلیسی: William D. Leahy; ۶ مهٔ ۱۸۷۵ – ۲۰ ژوئیهٔ ۱۹۵۹) ادمیرال ناوگان نیروی دریایی ایالات متحده آمریکا بود، که در فاصله سال‌های ۱۹۳۷ تا ۱۹۳۹ به‌عنوان هفتمین فرمانده عملیات نیروی دریایی آمریکا فعالیت می‌کرد و از ۱۹۴۲ تا ۱۹۴۹ رئیس ستاد مشترک نیروهای مسلح ایالات متحده آمریکا بود.
لیهی فعالیت نظامی را از سال ۱۸۹۳ در نیروی دریایی آمریکا آغاز کرد و در طول دوران فعالیت، فرماندهی کشتی‌های یواس‌اس ماریولس، یواس‌اس دلفین، یواس‌اس پرینسس ماتویکا، یواس‌اس چتنوگا، یواس‌اس سنت لوئیس و یواس‌اس اوگلالا را برعهده داشت. او از ۱۹۴۱ تا ۱۹۴۲ سفیر ایالات متحده در فرانسه بود و در فاصله سال‌های ۱۹۴۰ تا ۱۹۴۹ به‌عنوان فرماندار پورتوریکو فعالیت می‌کرد. وی در جنگ آمریکا و اسپانیا، جنگ فیلیپین و آمریکا، شورش مشت‌زن‌ها، جنگ جهانی اول و جنگ جهانی دوم حضور داشت. 